# Dosimeter
Et dosimeter er et instrument, der kan vise den dosis af ioniserende stråling, som en person har modtaget i en given periode. Det viser altså ikke den aktuelle strålingsintensistet, men kun den akkumulerede strålingsdosis.
Der findes fire typer af dosimetre, filmdosimetre, dosimetre baseret på et elektroskop, termoluminiscensdosimetre og elektroniske dosimetre. De to første typer anvendes ikke så meget i dag.

## Filmdosimeter
I den første type bærer personen en stump fotografisk film, anbragt i en lystæt boks af plastik. Den ioniserende stråling, der passerer dosimetret, eksponerer filmen. Ved at fremkalde filmen, kan dosis aflæses som graden af sværtning af filmen. Man kan altså først få oplysning om den modtagne dosis nogen tid efter, at eksponeringen er sket.

## Elektroskopet
I typen baseret på elektroskopet oplader man to små blade af metal eller kvartsfibre, der sidder samlet isoleret fra resten af dosimetret. Spændingen får de to blade til at frastøde hinanden, og ved at regulere spændingen, kan bladene indstilles på et nulpunkt på en skala. Instrumentet kan let oplades og nulstilles med et batteridrevet højspændingsapparat. Efterhånden som dosimetret modtager stråling, ioniseres luften i dosimetret svagt. Det gør det muligt for ladningen på bladene gradvist at udlignes med resten af apparatet. Frastødningen mindskes, og bladene bevæger sig nærmere hinanden. Det mindre udslag kan aflæses på en skal som den akkumulerede dosis ved at holde dosimetret op mod en lyskilde. Apparatet giver altså en øjeblikkelig aflæsning.

## Termoluminiscensdosimeter
Termoluminiscensdosimetret viser den modtagne stråledosis i mængden af lys, som et krystal udsender, når det bliver opvarmet.

## Elektronisk dosimeter
Elektroniske dosimetre er baseret på, at isoleringen i en MOSFET påvirkes af strålingen. Lækagen kan omsættes til et mål for strålingsintensiteten. Apparatet kan aflæses løbende og kan give alarm ved farligt høje intensiteter.

## Anvendelse i industri
Dosimetre kan også være anbragt i industrivirksomheder, hvor der arbejdes med ioniserende stråling og ved visse medicinske apparater.